# Cyrilla microareolata
Cyrilla microareolata är en tvåhjärtbladig växtart. Cyrilla microareolata ingår i släktet Cyrilla och familjen Cyrillaceae.

## Underarter
Arten delas in i följande underarter: